# Impronte degli dei
Impronte degli dei è un libro del 1995, scritto da Graham Hancock.

## Trama
Il libro costituisce un'indagine volta a sostenere l’esistenza di civiltà pre-diluviane. In esso si afferma, in contrasto con l'archeologia e l'egittologia, che alcuni siti archeologici terrestri (Piramidi di Giza, Angkor Wat in Cambogia ed altri) sarebbero in effetti molto più antichi. Ad esempio le Piramidi d'Egitto e la Sfinge non sarebbero state edificate circa 4.500 anni fa, cioè nel 2.500 a.C. ai tempi dei faraoni della IV dinastia, come asseverato dalla comunità scientifica, ma prima del 10.500 a.C., cioè 12.500 anni fa, ai tempi dell'ultima glaciazione.
Recenti scoperte (fine anni ‘10 del XXI secolo) hanno portato a ipotizzare l’impatto di un corpo celeste (c.d. Younger Dryas impact) che avrebbe determinato i cataclismi tramandati attraverso i miti descritti in questo lavoro letterario, come il Diluvio Universale o la scomparsa di Atlantide.
A sostegno di queste tesi si porterebbero le indagini eseguite dai geologi Robert Schoch e John Anthony West, che nel 1996, incaricati di studiare i segni di corrosione sulla Sfinge, hanno concluso che essi potessero risalire a molte migliaia di anni prima dei periodi dinastici, quando ancora l'Egitto non era arido come adesso. Presenti anche indagini eseguite utilizzando il software Skyglobe, secondo le quali la costellazione che la Sfinge riprodurrebbe, ossia il Leone, non sarebbe stata visibile da Giza nel periodo della presunta edificazione della Sfinge intorno al 2.500, bensì nel 10.500 a.C.
Analoghi ragionamenti sono fatti per il monastero di Angkor Wat in  Cambogia, o le statue dell'isola di Pasqua, come dire che alcuni siti terrestri sarebbero lo specchio in cielo di quello che i loro costruttori vedevano nel 10.500 a.C. (la costellazione di Orione per le piramidi, la costellazione del drago per Angkor Wat e via dicendo). Infatti Lo specchio del cielo sarà il titolo italiano di uno dei successivi libri di Hancock, che tratterà gli stessi temi.